# Anouschka Horn
Anouschka Horn (* 10. Juni 1967 in München-Nymphenburg) ist eine deutsche Fernsehmoderatorin und Journalistin.

## Leben
Anouschka Horn ist in München-Nymphenburg geboren und aufgewachsen. Nach dem Abitur studierte sie an der Ludwig-Maximilians-Universität Kunstgeschichte, Politikwissenschaft und Geschichte. Sie lebt und arbeitet in München und promoviert im Bereich Politologie.
Ehrenamtlich engagiert sich Anouschka Horn als Botschafterin der Stiftung Kindergesundheit.
Anouschka Horn ist Mutter einer Tochter.

## Karriere
Bereits während des Studiums arbeitete Anouschka Horn als freie Mitarbeiterin bei der Nachrichtenagentur Associated Press, hospitierte beim Bayerischen Rundfunk und nahm an zahlreichen Fernsehseminaren teil.
Anfang 1997 moderierte Anouschka Horn zunächst die Sendungen Plusminus News im Ersten, Profile und Rundschau-Nacht im BR Fernsehen.
Seit Oktober 1997 ist sie Anchorwoman des Rundschau-Magazins (2022 umbenannt in BR24) im BR Fernsehen.
Zudem moderiert Anouschka Horn gegen Entgelt verschiedene Arten von Veranstaltungen, wie Tagungen oder Preisverleihungen.

## Weitere Tätigkeiten
Ehrenamtlich engagiert sich Anouschka Horn als Botschafterin der Stiftung Kindergesundheit.